# Òliba camallarga oriental
L'òliba camallarga oriental (Tyto longimembris) és un ocell rapinyaire nocturn de la família dels titònids (Tytonidae). Habita sobretot a les ecozones indomalaia i australasiana. Des de l'Índia cap a l'est, per Myanmar fins a l'est de la Xina, Taiwan, Hainan, Filipines, Vietnam, nord de Borneo, Sulawesi, les illes Petites de la Sonda més orientals, nord, sud i est de Nova Guinea, nord, nord-est i sud d'Austràlia, Nova Caledònia i Fiji. El seu estat de conservació es considera de risc mínim.